# 1&1
「1&1」是韓國的女歌手Juniel的第2枚迷你專輯。於2012年11月20日發行。唱片公司為FNC Entertainment。

## 概要
- 「1&1」是Juniel的第2枚迷你專輯
- 「壞人」為此專輯的主打曲目
- 專輯多首收錄曲由Juniel親自創作。

## 收錄內容
1. 壞人（나쁜 사람）
2nd迷你專輯「1&1」主打曲目
2. Oh! Happy Day
3. 少年（소년）
4. Cat Day（고양이의 하루）
5. Happy Ending（해피 엔딩）